# 1309

## Събития
- Рицарите Хоспиталиери завладяват остров Родос, където ще останат в продължение на 213 години.